# 哈利·波特 (角色)
哈利·詹姆·波特（英語：Harry James Potter）是英國作家J·K·羅琳的同名小說系列中的主角，是一个虛構人物。该小说系列的主線為哈利在魔法世界的冒險，以及擊敗佛地魔的過程，涵蓋了哈利在霍格華茲七個年級的生活。在《哈利波特－被詛咒的孩子》中，哈利跟他的兒子阿不思·賽佛勒斯再次出現，後者與跩哥·馬份的兒子天蠍·馬份一同成為故事主角。
《帝國雜誌》在2011年將哈利評為「有史以來最偉大的電影角色」的第36位，2018年則為第67位。

## 創作理念
根據J·K·羅琳的說法，《哈利波特》小說及其同名角色的構想是從1990年等待由英國曼徹斯特開往倫敦延誤的火車時產生的。她表示自己的想法是「這個骨瘦如柴、黑髮、戴眼鏡的男孩，他不知道自己是個巫師，這對我來說變得越來越真實。」在為她的小說制訂構思的同時，她還決定讓哈利成為就讀於霍格華兹寄宿學校的孤兒。她在1999年接受《衛報》的訪問中解釋說：「哈利不得不成為一個孤兒 — 這樣他才能成為不用擔心讓他的父母失望的自由身...而霍格華兹必須是一所寄宿學校 — 有一半的重要事情在晚上發生！那就是安全感。擁有了自己的孩子強化了我的信念，孩子們最需要安全感，而這正是霍格華兹能夠為哈利提供的。」
J·K·羅琳的母親於1990年12月30日去世，這啟發了她把哈利寫成一個渴望跟已故父母見面的男孩，他內心所隱藏的極度痛苦感比起較早時期的草稿變得「更深入和更真實」，因為這些事情與她自己相關。在2000年接受《衛報》採訪時，羅琳還以特倫斯·韓伯瑞·懷特的小說《永恆之王》中亞瑟王的角色來確立了哈利之「精神上的祖先」。最後，她把哈利的生日定於跟她自己相同的7月31日，然而她堅持認為哈利並非直接基於任何現實生活中的人而寫：「他只是剛從我的一部分中走出來的。」羅琳還堅持認為哈利是個適合成為兒童於現實生活中的榜樣，「這種虛構的英雄／女主角的優勢在於，你可以比了解一個活生生的英雄更了解他們，當中許多人你永遠都不會遇見...... 如果人們喜歡哈利並清晰地辨認出是他，我會因此感到很高興，因為我認為他是很討人喜歡的。」

## 身世
哈利·詹姆·波特生於1980年7月31日，是純血巫師詹姆·波特和麻瓜出身女巫莉莉·波特的兒子。雖然哈利是波特家族的人，但童年時因失去父母而成為孤兒，並住在跟姨媽的家—德思禮家，並遭到他們刻薄的對待。根據中所述，哈利最初住在樓梯下的一個碗櫥櫃裡，後來才搬到德思禮家二樓的小房間。雖然哈利可以忍受他們的對待，但卻不能忍受父母被污衊。在哈利的11歲生日當天，他從海格手中接到鄧不利多發出的入學通知，才得知入學霍格華茲的事。
在哈利11歲生日從霍格華茲鑰匙管理員海格口中得知自己是一名巫師，自此入讀霍格華茲魔法與巫術學院就讀，並在校長阿不思·鄧不利多及其他老師的指導下學習使用魔法，期間更認識了榮恩·衛斯理及妙麗·格蘭傑並成為摯友。哈利還發現自己已於魔法世界聲名鵲起，其命運跟佛地魔息息相關──那個巫師世界人人懼怕的黑巫師，兼殺害哈利父母詹姆·波特及莉莉·波特的兇手，而哈利是在其詛咒之下唯一倖存的男孩。
當哈利發現自己與佛地魔命運是「兩者必有一人敗在另一人手中」之後，就跟從鄧不利多的教導如何對抗佛地魔，卻被佛地魔控制的魔法部通緝成為「頭號不受歡迎人物（Undesirable No.1）」。最後哈利在摧毀大部分分靈體後知道魔王其中之一的分靈體居然在自己身上，於第七集在阿波佛·鄧不利多幫助與奈威·隆巴頓接應下回到霍格華茲並獲眾多師生支持打敗佛地魔，徹底終結這場跨越兩代的正邪大戰。
大戰落幕19年後，哈利與榮恩的妹妹金妮·衛斯理組成家庭，育有長子詹姆·天狼星·波特、次子阿不思·賽佛勒斯·波特、幼女莉莉·露娜·波特。

## 外表
小說描述哈利擁有像父親一樣永遠凌亂的黑髮，和像母親一樣明亮的綠色眼睛，前額上有一道閃電狀的疤痕。當被問到閃電疤痕的意義時羅琳說：「我希望他的身體能標記著他自己所經歷過的事，這是他內心所經歷的外在表現的一種表達方式...在某種意義上說，這幾乎就如『被選中的人』或是『被詛咒的人』。」羅琳還表示，哈利繼承了其父母的外表。哈利於該系列的後半部分長高了，雖然其身高不比其他人高，但據說在第七部小說中，他的身高跟其父親「相若」。
羅琳解釋說，當她第一次想到哈利·波特時，哈利的形象便浮現於她的腦海中，她認為哈利是個「骨瘦如柴、黑髮、戴眼鏡的男孩子」。她認為哈利的眼鏡是他易遭攻擊的線索。

## 性格
根據J·K·羅琳的說法，哈利憑著自己的良知作強烈引導，並對於是與非有著一種敏銳的觸覺。羅琳說，「接觸真正有愛心的成年人的機會非常有限」，而「對於這樣一個年輕人，哈利被迫作出自己的選擇」。她承認「哈利也會犯錯」，但最終他也做了其良知告訴他要做的事情。根據羅琳說法，哈利的關鍵場景之一出現在第四部小說裡，當時他要保護經已去世的學長—西追·迪哥里的遺體免受佛地魔的傷害，並拚命把他帶回去，從而表現出他的勇敢與無私。
羅琳曾表示哈利的性格缺陷包括了不守規則、容易憤怒和衝動；然而，她也承認哈利是天性正直高尚的人，「他不是一個殘忍的男孩。他是一名很有競爭力的鬥士。他不會躺下來受虐。但他確實有天生的正直，這使他成為我心目中的英雄。他是一個普通的男孩，但擁有我們大多數人真正欽佩的品格。」在大多數情況下，哈利都表現出毫不自誇的謙遜和謙虛，並經常淡化自己的成就；儘管他在第五輯小說的早期以一連串的冒險經歷作為他成熟的例子。然而，這些同樣的成就後來被用作解釋為何他應該領導鄧不利多的軍隊，哈利在這一點上斷言他們只是運氣好，並且否認自己配得上眾人授予的權威。
在第七輯小說之後，羅琳評論指，哈利擁有了角色性格極致的堅強程度的東西—甚至連佛地魔都沒有的終極性格力量：接受死亡的必然性。

## 能力

### 飛行
哈利騎乘飛天掃帚飛行的能力卓越。在，哈利一年級就獲得了魁地奇搜捕手資格，成為百年來最年輕的搜捕手。在後續集數中，哈利於四年級在掃帚上與龍對決，並於六年級擔任魁地奇球隊的隊長。

### 黑魔法防禦術和決鬥
在《哈利波特》系列中，哈利是少數不是黑巫師又精通各種黑魔法、黑魔法防禦術的巫師。哈利對黑魔法防禦術甚有天賦。在三年級的時候，哈利能夠施展高等護法咒；在，他於鄧不利多的軍隊中教導同學甚至學長姐使用黑魔法防禦術對抗黑魔法。年底，他於普等巫測（O.W.L.s）中的黑魔法防禦術取得傑出（O）。
哈利也善於決鬥。在，哈利在鄧不利多的軍隊於魔法部神秘部門跟食死人的戰鬥中，唯一沒受傷也沒喪失行動能力的成員；開頭，他在飛往洞穴屋的藏身處途中，擊退了無數的食死人。

### 爬說語
哈利能夠說出並理解一種有關黑魔法語言—「爬說嘴（Parseltongue）」。這是精通黑魔法的巫師，尤其是薩拉札·史萊哲林本人及其家族後裔才擁有的特殊技能，此能力代代相傳至佛地魔。根據，佛地魔要殺掉哈利時，哈利的母親莉莉施展強大的保護咒，使佛地魔意外自傷，靈魂碎片依附在哈利身上，造成哈利的閃電型疤痕，並讓哈利成為第七個分靈體。這就是哈利擁有「爬說嘴」，並能夠以「爬說語」（即蛇之間的語言）與蛇對話的原因。

## 魔杖
哈利從奧利凡德購買的魔杖是一根11英吋長的冬青木與鳳凰尾羽魔杖。哈利和佛地魔的魔杖杖芯取自同一頭鳳凰，也就是鄧不利多在校長辦公室裡飼養的佛客使，因此奧利凡德售出哈利的魔杖後隨即通報鄧不利多佛地魔跟哈利的魔杖之間的連繫。
在裡，哈利跟佛地魔對戰期間，由於兩人的魔杖猶如孿生兄弟般存在，因此在對戰期間意外產生了符咒倒轉效應，這讓於不久前死於佛地魔魔杖下的人，如西追·迪哥里、瑞斗家的老僕和哈利父母因此再次出現，這個關鍵後來更解釋了為何佛地魔的紫杉木魔杖無法用作打敗哈利的冬青木魔杖，也不能互相殘殺。隨著佛客使於結束時尾隨鄧不利多去世，能夠跟佛地魔的紫杉木魔杖匹敵的，也只有哈利的冬青木魔杖。
哈利的冬青木魔杖於《死神的聖物I》不慎弄斷。在哈利的魔杖斷掉期間，他只能暫時使用妙麗的魔杖或是榮恩從「死拿錢」手上奪來的黑刺李魔杖。後來，哈利於馬份莊園把跩哥·馬份的山楂木魔杖的忠誠奪走了，接骨木魔杖在此時也效忠於哈利。
哈利在小說的尾聲消滅了佛地魔，得到接骨木魔杖的擁有權，然而哈利修復了冬青木魔杖，就將魔杖歸還至鄧不利多的墓地；電影版《死神的聖物II》中，哈利則親手摧毀接骨木魔杖，就丟下到霍格華兹廢墟的谷底以絕後患。

## 資產
哈利在小說中擁有一頭名叫嘿美的雪鴞，為魯霸·海格贈送他的11歲生日禮物。小說中大部分章節也都提到了嘿美，牠也用於傳遞和接收信息和包裹。嘿美後來在《死神的聖物》裡被食死人的詛咒殺害；電影版則是為保護哈利而犧牲。
哈利繼承了父親的兩樣珍貴物品：一件是劫盜地圖，它能顯示霍格華茲的設施、場地和居住者；另一件是鄧不利多交給他的隱形斗篷，這件物品證明了哈利跟皮福雷家族的血緣關係。
哈利擁有兩把優質的掃帚，一把是麥教授為他採購的光輪2000（Nimbus 2000），後來天狼星·布萊克所贈送的掃帚火閃電（Firebolt）取而代之。

## 族譜
根據《吟遊詩人皮陀故事集》，皮福雷三兄弟中的老大安提歐·皮福雷（Antioch Peverell），因獲得接骨木魔杖後不久被殺，因此沒有後代；而皮福雷三兄弟中的老二卡德馬‧皮福雷（Cadmus Peverell），其後裔就是佛地魔的母系－岡特家族（The Gaunts），由於岡特家族繼承了薩拉札·史萊哲林的血緣，因此佛地魔同時也是薩拉札·史萊哲林的後代；哈利的父系家族－波特家族（Potter），是皮福雷三兄弟中的小弟—伊諾特·皮福雷（Ignotus Peverell）的後裔，其證據就是由伊諾特傳承給其子嗣的隱形斗篷，而哈利的隱形斗篷是來自於其父親－詹姆·波特，該隱形斗篷的特性是不會因時間而失效並不會撕裂。因此哈利·波特跟佛地魔均源自共同的祖先—皮福雷三兄弟的父親。
雖然史萊哲林與葛來分多是來自同一時代的人物，但羅琳後來於訪談中明確地證實哈利與史萊哲林之間並無任何關係，但他也不是葛來分多的後代。
伊諾特死後葬於哈利的出生地－高錐客洞，這個城鎮也因高錐客·葛來分多的故鄉而得名。
|                            |                            |                            |                            |                                   |                                   |                                   |                                   |                                   |                                   |                            |                            |                            |                            |                            |                            |                            |                            |                          |                          |                             |                             |                             |                             |                             |                             |                           |                           |                           |                           | 皮福雷家族 （波特家族的巫師遠祖） | 皮福雷家族 （波特家族的巫師遠祖） | 皮福雷家族 （波特家族的巫師遠祖） | 皮福雷家族 （波特家族的巫師遠祖） | 皮福雷家族 （波特家族的巫師遠祖） | 皮福雷家族 （波特家族的巫師遠祖） |                               |                               |                               |                               |                            |                            |                            |                            |                            |                            | 薩拉扎·史萊哲林            | 薩拉扎·史萊哲林            | 薩拉扎·史萊哲林           | 薩拉扎·史萊哲林           | 薩拉扎·史萊哲林            | 薩拉扎·史萊哲林            |                                                 |                                                 |                                                 |                                                 |                                                 |                                                 |  |  |           |           |           |           |           |           |  |  |  |  |  |  |  |  |  |  |
|                            |                            |                            |                            |                                   |                                   |                                   |                                   |                                   |                                   |                            |                            |                            |                            |                            |                            |                            |                            |                          |                          |                             |                             |                             |                             |                             |                             |                           |                           |                           |                           | 皮福雷家族 （波特家族的巫師遠祖） | 皮福雷家族 （波特家族的巫師遠祖） | 皮福雷家族 （波特家族的巫師遠祖） | 皮福雷家族 （波特家族的巫師遠祖） | 皮福雷家族 （波特家族的巫師遠祖） | 皮福雷家族 （波特家族的巫師遠祖） |                               |                               |                               |                               |                            |                            |                            |                            |                            |                            | 薩拉扎·史萊哲林            | 薩拉扎·史萊哲林            | 薩拉扎·史萊哲林           | 薩拉扎·史萊哲林           | 薩拉扎·史萊哲林            | 薩拉扎·史萊哲林            |                                                 |                                                 |                                                 |                                                 |                                                 |                                                 |  |  |           |           |           |           |           |           |  |  |  |  |  |  |  |  |  |  |
|                            |                            |                            |                            | 德思禮夫婦 （威農姨丈的麻瓜祖家） | 德思禮夫婦 （威農姨丈的麻瓜祖家） | 德思禮夫婦 （威農姨丈的麻瓜祖家） | 德思禮夫婦 （威農姨丈的麻瓜祖家） | 德思禮夫婦 （威農姨丈的麻瓜祖家） | 德思禮夫婦 （威農姨丈的麻瓜祖家） |                            |                            |                            |                            |                            |                            |                            |                            |                          |                          | 伊凡家族 （哈利的麻瓜外祖） | 伊凡家族 （哈利的麻瓜外祖） | 伊凡家族 （哈利的麻瓜外祖） | 伊凡家族 （哈利的麻瓜外祖） | 伊凡家族 （哈利的麻瓜外祖） | 伊凡家族 （哈利的麻瓜外祖） |                           |                           |                           |                           | 皮福雷家族 （波特家族的巫師祖先） | 皮福雷家族 （波特家族的巫師祖先） | 皮福雷家族 （波特家族的巫師祖先） | 皮福雷家族 （波特家族的巫師祖先） | 皮福雷家族 （波特家族的巫師祖先） | 皮福雷家族 （波特家族的巫師祖先） |                               |                               |                               |                               |                            |                            |                            |                            |                            |                            | 岡特家族 （佛地魔的遠祖）  | 岡特家族 （佛地魔的遠祖）  | 岡特家族 （佛地魔的遠祖） | 岡特家族 （佛地魔的遠祖） | 岡特家族 （佛地魔的遠祖）  | 岡特家族 （佛地魔的遠祖）  |                                                 |                                                 |                                                 |                                                 |                                                 |                                                 |  |  |           |           |           |           |           |           |  |  |  |  |  |  |  |  |  |  |
|                            |                            |                            |                            | 德思禮夫婦 （威農姨丈的麻瓜祖家） | 德思禮夫婦 （威農姨丈的麻瓜祖家） | 德思禮夫婦 （威農姨丈的麻瓜祖家） | 德思禮夫婦 （威農姨丈的麻瓜祖家） | 德思禮夫婦 （威農姨丈的麻瓜祖家） | 德思禮夫婦 （威農姨丈的麻瓜祖家） |                            |                            |                            |                            |                            |                            |                            |                            |                          |                          | 伊凡家族 （哈利的麻瓜外祖） | 伊凡家族 （哈利的麻瓜外祖） | 伊凡家族 （哈利的麻瓜外祖） | 伊凡家族 （哈利的麻瓜外祖） | 伊凡家族 （哈利的麻瓜外祖） | 伊凡家族 （哈利的麻瓜外祖） |                           |                           |                           |                           | 皮福雷家族 （波特家族的巫師祖先） | 皮福雷家族 （波特家族的巫師祖先） | 皮福雷家族 （波特家族的巫師祖先） | 皮福雷家族 （波特家族的巫師祖先） | 皮福雷家族 （波特家族的巫師祖先） | 皮福雷家族 （波特家族的巫師祖先） |                               |                               |                               |                               |                            |                            |                            |                            |                            |                            | 岡特家族 （佛地魔的遠祖）  | 岡特家族 （佛地魔的遠祖）  | 岡特家族 （佛地魔的遠祖） | 岡特家族 （佛地魔的遠祖） | 岡特家族 （佛地魔的遠祖）  | 岡特家族 （佛地魔的遠祖）  |                                                 |                                                 |                                                 |                                                 |                                                 |                                                 |  |  |           |           |           |           |           |           |  |  |  |  |  |  |  |  |  |  |
|                            |                            |                            |                            | 德思禮夫婦 （佩妮姨媽的夫家）     | 德思禮夫婦 （佩妮姨媽的夫家）     | 德思禮夫婦 （佩妮姨媽的夫家）     | 德思禮夫婦 （佩妮姨媽的夫家）     | 德思禮夫婦 （佩妮姨媽的夫家）     | 德思禮夫婦 （佩妮姨媽的夫家）     |                            |                            |                            |                            |                            |                            |                            |                            |                          |                          | 伊凡夫婦 （哈利的外祖父母） | 伊凡夫婦 （哈利的外祖父母） | 伊凡夫婦 （哈利的外祖父母） | 伊凡夫婦 （哈利的外祖父母） | 伊凡夫婦 （哈利的外祖父母） | 伊凡夫婦 （哈利的外祖父母） |                           |                           |                           |                           | 波特夫婦 （哈利的祖父母）         | 波特夫婦 （哈利的祖父母）         | 波特夫婦 （哈利的祖父母）         | 波特夫婦 （哈利的祖父母）         | 波特夫婦 （哈利的祖父母）         | 波特夫婦 （哈利的祖父母）         |                               |                               |                               |                               |                            |                            |                            |                            |                            |                            | 湯姆·瑞斗的父母            | 湯姆·瑞斗的父母            | 湯姆·瑞斗的父母           | 湯姆·瑞斗的父母           | 湯姆·瑞斗的父母            | 湯姆·瑞斗的父母            |                                                 |                                                 |                                                 |                                                 |                                                 |                                                 |  |  |           |           |           |           |           |           |  |  |  |  |  |  |  |  |  |  |
|                            |                            |                            |                            | 德思禮夫婦 （佩妮姨媽的夫家）     | 德思禮夫婦 （佩妮姨媽的夫家）     | 德思禮夫婦 （佩妮姨媽的夫家）     | 德思禮夫婦 （佩妮姨媽的夫家）     | 德思禮夫婦 （佩妮姨媽的夫家）     | 德思禮夫婦 （佩妮姨媽的夫家）     |                            |                            |                            |                            |                            |                            |                            |                            |                          |                          | 伊凡夫婦 （哈利的外祖父母） | 伊凡夫婦 （哈利的外祖父母） | 伊凡夫婦 （哈利的外祖父母） | 伊凡夫婦 （哈利的外祖父母） | 伊凡夫婦 （哈利的外祖父母） | 伊凡夫婦 （哈利的外祖父母） |                           |                           |                           |                           | 波特夫婦 （哈利的祖父母）         | 波特夫婦 （哈利的祖父母）         | 波特夫婦 （哈利的祖父母）         | 波特夫婦 （哈利的祖父母）         | 波特夫婦 （哈利的祖父母）         | 波特夫婦 （哈利的祖父母）         |                               |                               |                               |                               |                            |                            |                            |                            |                            |                            | 湯姆·瑞斗的父母            | 湯姆·瑞斗的父母            | 湯姆·瑞斗的父母           | 湯姆·瑞斗的父母           | 湯姆·瑞斗的父母            | 湯姆·瑞斗的父母            |                                                 |                                                 |                                                 |                                                 |                                                 |                                                 |  |  |           |           |           |           |           |           |  |  |  |  |  |  |  |  |  |  |
|                            |                            |                            |                            |                                   |                                   |                                   |                                   |                                   |                                   |                            |                            |                            |                            |                            |                            |                            |                            |                          |                          |                             |                             |                             |                             |                             |                             |                           |                           |                           |                           |                                   |                                   |                                   |                                   |                                   |                                   |                               |                               |                               |                               |                            |                            |                            |                            |                            |                            |                            |                            |                           |                           |                            |                            |                                                 |                                                 |                                                 |                                                 |                                                 |                                                 |  |  |           |           |           |           |           |           |  |  |  |  |  |  |  |  |  |  |
|                            |                            |                            |                            |                                   |                                   |                                   |                                   |                                   |                                   |                            |                            |                            |                            |                            |                            |                            |                            |                          |                          |                             |                             |                             |                             |                             |                             |                           |                           |                           |                           |                                   |                                   |                                   |                                   |                                   |                                   |                               |                               |                               |                               |                            |                            |                            |                            |                            |                            |                            |                            |                           |                           |                            |                            |                                                 |                                                 |                                                 |                                                 |                                                 |                                                 |  |  |           |           |           |           |           |           |  |  |  |  |  |  |  |  |  |  |
| 瑪姬·德思禮 （姨丈的姐姐） | 瑪姬·德思禮 （姨丈的姐姐） | 瑪姬·德思禮 （姨丈的姐姐） | 瑪姬·德思禮 （姨丈的姐姐） | 瑪姬·德思禮 （姨丈的姐姐）        | 瑪姬·德思禮 （姨丈的姐姐）        |                                   |                                   | 威農·德思禮 （哈利的姨丈）        | 威農·德思禮 （哈利的姨丈）        | 威農·德思禮 （哈利的姨丈） | 威農·德思禮 （哈利的姨丈） | 威農·德思禮 （哈利的姨丈） | 威農·德思禮 （哈利的姨丈） |                            |                            | 佩妮·伊凡 （哈利的姨媽）   | 佩妮·伊凡 （哈利的姨媽）   | 佩妮·伊凡 （哈利的姨媽） | 佩妮·伊凡 （哈利的姨媽） | 佩妮·伊凡 （哈利的姨媽）    | 佩妮·伊凡 （哈利的姨媽）    |                             |                             | 莉莉·伊凡 （哈利的母親）    | 莉莉·伊凡 （哈利的母親）    | 莉莉·伊凡 （哈利的母親）  | 莉莉·伊凡 （哈利的母親）  | 莉莉·伊凡 （哈利的母親）  | 莉莉·伊凡 （哈利的母親）  |                                   |                                   | 詹姆·波特 （哈利的父親）          | 詹姆·波特 （哈利的父親）          | 詹姆·波特 （哈利的父親）          | 詹姆·波特 （哈利的父親）          | 詹姆·波特 （哈利的父親）      | 詹姆·波特 （哈利的父親）      |                               |                               |                            |                            | 亞瑟·衛斯理 （哈利的岳父） | 亞瑟·衛斯理 （哈利的岳父） | 亞瑟·衛斯理 （哈利的岳父） | 亞瑟·衛斯理 （哈利的岳父） | 亞瑟·衛斯理 （哈利的岳父） | 亞瑟·衛斯理 （哈利的岳父） |                           |                           | 茉莉·衛斯理 （哈利的岳母） | 茉莉·衛斯理 （哈利的岳母） | 茉莉·衛斯理 （哈利的岳母）                      | 茉莉·衛斯理 （哈利的岳母）                      | 茉莉·衛斯理 （哈利的岳母）                      | 茉莉·衛斯理 （哈利的岳母）                      |                                                 |                                                 |  |  | 湯姆·瑞斗 | 湯姆·瑞斗 | 湯姆·瑞斗 | 湯姆·瑞斗 | 湯姆·瑞斗 | 湯姆·瑞斗 |  |  |  |  |  |  |  |  |  |  |
| 瑪姬·德思禮 （姨丈的姐姐） | 瑪姬·德思禮 （姨丈的姐姐） | 瑪姬·德思禮 （姨丈的姐姐） | 瑪姬·德思禮 （姨丈的姐姐） | 瑪姬·德思禮 （姨丈的姐姐）        | 瑪姬·德思禮 （姨丈的姐姐）        |                                   |                                   | 威農·德思禮 （哈利的姨丈）        | 威農·德思禮 （哈利的姨丈）        | 威農·德思禮 （哈利的姨丈） | 威農·德思禮 （哈利的姨丈） | 威農·德思禮 （哈利的姨丈） | 威農·德思禮 （哈利的姨丈） |                            |                            | 佩妮·伊凡 （哈利的姨媽）   | 佩妮·伊凡 （哈利的姨媽）   | 佩妮·伊凡 （哈利的姨媽） | 佩妮·伊凡 （哈利的姨媽） | 佩妮·伊凡 （哈利的姨媽）    | 佩妮·伊凡 （哈利的姨媽）    |                             |                             | 莉莉·伊凡 （哈利的母親）    | 莉莉·伊凡 （哈利的母親）    | 莉莉·伊凡 （哈利的母親）  | 莉莉·伊凡 （哈利的母親）  | 莉莉·伊凡 （哈利的母親）  | 莉莉·伊凡 （哈利的母親）  |                                   |                                   | 詹姆·波特 （哈利的父親）          | 詹姆·波特 （哈利的父親）          | 詹姆·波特 （哈利的父親）          | 詹姆·波特 （哈利的父親）          | 詹姆·波特 （哈利的父親）      | 詹姆·波特 （哈利的父親）      |                               |                               |                            |                            | 亞瑟·衛斯理 （哈利的岳父） | 亞瑟·衛斯理 （哈利的岳父） | 亞瑟·衛斯理 （哈利的岳父） | 亞瑟·衛斯理 （哈利的岳父） | 亞瑟·衛斯理 （哈利的岳父） | 亞瑟·衛斯理 （哈利的岳父） |                           |                           | 茉莉·衛斯理 （哈利的岳母） | 茉莉·衛斯理 （哈利的岳母） | 茉莉·衛斯理 （哈利的岳母）                      | 茉莉·衛斯理 （哈利的岳母）                      | 茉莉·衛斯理 （哈利的岳母）                      | 茉莉·衛斯理 （哈利的岳母）                      |                                                 |                                                 |  |  | 湯姆·瑞斗 | 湯姆·瑞斗 | 湯姆·瑞斗 | 湯姆·瑞斗 | 湯姆·瑞斗 | 湯姆·瑞斗 |  |  |  |  |  |  |  |  |  |  |
|                            |                            |                            |                            |                                   |                                   |                                   |                                   |                                   |                                   |                            |                            |                            |                            |                            |                            |                            |                            |                          |                          |                             |                             |                             |                             |                             |                             |                           |                           |                           |                           |                                   |                                   |                                   |                                   |                                   |                                   |                               |                               |                               |                               |                            |                            |                            |                            |                            |                            |                            |                            |                           |                           |                            |                            |                                                 |                                                 |                                                 |                                                 |                                                 |                                                 |  |  |           |           |           |           |           |           |  |  |  |  |  |  |  |  |  |  |
|                            |                            |                            |                            |                                   |                                   |                                   |                                   |                                   |                                   |                            |                            |                            |                            |                            |                            |                            |                            |                          |                          |                             |                             |                             |                             |                             |                             |                           |                           |                           |                           |                                   |                                   |                                   |                                   |                                   |                                   |                               |                               |                               |                               |                            |                            |                            |                            |                            |                            |                            |                            |                           |                           |                            |                            |                                                 |                                                 |                                                 |                                                 |                                                 |                                                 |  |  |           |           |           |           |           |           |  |  |  |  |  |  |  |  |  |  |
|                            |                            |                            |                            |                                   |                                   |                                   |                                   |                                   |                                   |                            |                            | 達力·德思禮 （哈利的表哥） | 達力·德思禮 （哈利的表哥） | 達力·德思禮 （哈利的表哥） | 達力·德思禮 （哈利的表哥） | 達力·德思禮 （哈利的表哥） | 達力·德思禮 （哈利的表哥） |                          |                          |                             |                             |                             |                             |                             |                             |                           |                           | 哈利·波特                 | 哈利·波特                 | 哈利·波特                         | 哈利·波特                         | 哈利·波特                         | 哈利·波特                         |                                   |                                   | 金妮·衛斯理 （哈利的妻子）    | 金妮·衛斯理 （哈利的妻子）    | 金妮·衛斯理 （哈利的妻子）    | 金妮·衛斯理 （哈利的妻子）    | 金妮·衛斯理 （哈利的妻子） | 金妮·衛斯理 （哈利的妻子） |                            |                            |                            |                            |                            |                            |                           |                           |                            |                            | 金妮·衛斯理 其餘的五名兄長 （參見：衛斯理家族） | 金妮·衛斯理 其餘的五名兄長 （參見：衛斯理家族） | 金妮·衛斯理 其餘的五名兄長 （參見：衛斯理家族） | 金妮·衛斯理 其餘的五名兄長 （參見：衛斯理家族） | 金妮·衛斯理 其餘的五名兄長 （參見：衛斯理家族） | 金妮·衛斯理 其餘的五名兄長 （參見：衛斯理家族） |  |  |           |           |           |           |           |           |  |  |  |  |  |  |  |  |  |  |
|                            |                            |                            |                            |                                   |                                   |                                   |                                   |                                   |                                   |                            |                            | 達力·德思禮 （哈利的表哥） | 達力·德思禮 （哈利的表哥） | 達力·德思禮 （哈利的表哥） | 達力·德思禮 （哈利的表哥） | 達力·德思禮 （哈利的表哥） | 達力·德思禮 （哈利的表哥） |                          |                          |                             |                             |                             |                             |                             |                             |                           |                           | 哈利·波特                 | 哈利·波特                 | 哈利·波特                         | 哈利·波特                         | 哈利·波特                         | 哈利·波特                         |                                   |                                   | 金妮·衛斯理 （哈利的妻子）    | 金妮·衛斯理 （哈利的妻子）    | 金妮·衛斯理 （哈利的妻子）    | 金妮·衛斯理 （哈利的妻子）    | 金妮·衛斯理 （哈利的妻子） | 金妮·衛斯理 （哈利的妻子） |                            |                            |                            |                            |                            |                            |                           |                           |                            |                            | 金妮·衛斯理 其餘的五名兄長 （參見：衛斯理家族） | 金妮·衛斯理 其餘的五名兄長 （參見：衛斯理家族） | 金妮·衛斯理 其餘的五名兄長 （參見：衛斯理家族） | 金妮·衛斯理 其餘的五名兄長 （參見：衛斯理家族） | 金妮·衛斯理 其餘的五名兄長 （參見：衛斯理家族） | 金妮·衛斯理 其餘的五名兄長 （參見：衛斯理家族） |  |  |           |           |           |           |           |           |  |  |  |  |  |  |  |  |  |  |
|                            |                            |                            |                            |                                   |                                   |                                   |                                   |                                   |                                   |                            |                            |                            |                            |                            |                            |                            |                            |                          |                          |                             |                             |                             |                             |                             |                             |                           |                           |                           |                           |                                   |                                   |                                   |                                   |                                   |                                   |                               |                               |                               |                               |                            |                            |                            |                            |                            |                            |                            |                            |                           |                           |                            |                            |                                                 |                                                 |                                                 |                                                 |                                                 |                                                 |  |  |           |           |           |           |           |           |  |  |  |  |  |  |  |  |  |  |
|                            |                            |                            |                            |                                   |                                   |                                   |                                   |                                   |                                   |                            |                            |                            |                            |                            |                            |                            |                            |                          |                          |                             |                             |                             |                             |                             |                             |                           |                           |                           |                           |                                   |                                   |                                   |                                   |                                   |                                   |                               |                               |                               |                               |                            |                            |                            |                            |                            |                            |                            |                            |                           |                           |                            |                            |                                                 |                                                 |                                                 |                                                 |                                                 |                                                 |  |  |           |           |           |           |           |           |  |  |  |  |  |  |  |  |  |  |
|                            |                            |                            |                            |                                   |                                   |                                   |                                   |                                   |                                   |                            |                            |                            |                            |                            |                            |                            |                            |                          |                          |                             |                             |                             |                             |                             |                             | 詹姆·天狼星·波特 （長子） | 詹姆·天狼星·波特 （長子） | 詹姆·天狼星·波特 （長子） | 詹姆·天狼星·波特 （長子） | 詹姆·天狼星·波特 （長子）         | 詹姆·天狼星·波特 （長子）         |                                   |                                   | 阿不思·賽佛勒斯·波特 （幼子）     | 阿不思·賽佛勒斯·波特 （幼子）     | 阿不思·賽佛勒斯·波特 （幼子） | 阿不思·賽佛勒斯·波特 （幼子） | 阿不思·賽佛勒斯·波特 （幼子） | 阿不思·賽佛勒斯·波特 （幼子） |                            |                            | 莉莉·露娜·波特 （幼女）    | 莉莉·露娜·波特 （幼女）    | 莉莉·露娜·波特 （幼女）    | 莉莉·露娜·波特 （幼女）    | 莉莉·露娜·波特 （幼女）    | 莉莉·露娜·波特 （幼女）    |                           |                           |                            |                            |                                                 |                                                 |                                                 |                                                 |                                                 |                                                 |  |  |           |           |           |           |           |           |  |  |  |  |  |  |  |  |  |  |

在小說中，哈利·波特是詹姆·波特與莉莉·波特的獨子，於孩提的時候已成為孤兒。羅琳在第一部小說的早期草稿中已把哈利設定為孤兒，她認為孤兒的這個設定是最有趣的寫作題材。然而在她本人的母親去世後，羅琳把自己的痛苦融入其中，把哈利描述為是個渴望再次見到他去世父母的孩子。雖然哈利的父母都是擁有魔法技能的巫師和女巫，但因為詹姆是純血巫師，而莉莉是麻瓜出身的女巫，因此哈利於該系列中被列為混血巫師。
由於哈利的姨媽和姨丈一家都是麻瓜，他們抗拒於魔法世界存在的關係，以致他們向哈利隱瞞二人死亡的真相，只向哈利謊稱指二人於車禍中身亡。詹姆·波特是《吟遊詩人皮陀故事集》裡《三兄弟故事》中的老三—死神聖物的原始擁有人—伊諾特·皮福雷（Ignotus Peverell）的後裔，哈利也是如此，他後來於最後一部小說中實現了繼承該聖物。
在小說的末段，他們的故事透過哈利與金妮·衛斯理的三個孩子繼續傳承下去：詹姆·天狼星·波特（其名字來自哈利的父親及教父）、阿不思·賽佛勒斯·波特（其名字來自霍格華兹兩位已故校長）、莉莉·露娜·波特（哈利以紀念其母親與路平，路平的綽號是月影，而露娜「Luna」於法語中也有月亮的意思，同時這也是哈利與金妮的好友露娜·羅古德的名字）。
羅琳於2015年9月在《Pottermore》網站上發表的一篇原創文章中，她更詳細地描述了有關波特家族的歷史，那是從12世紀的巫師—「斯廷奇庫姆的林弗雷德（Linfred of Stinchcombe）」為開始，他是「一個深受當地人愛戴的古怪男人，其暱稱為『陶匠的人（the Potterer）』，隨著時間的演變而成為了『波特（Potter）』這個姓氏。」林弗雷德是多種療法的發明者，這些藥物演變成現代仍在使用的魔藥，包括生骨藥（Skele-Gro）和提神劑（Pepperup）。這些成功的產品讓林弗雷德獲得的收入構成了家族財富的基礎，這些財富隨著幾代人的努力而不斷增長。林弗雷德的長子哈德溫（Hardwin）娶了伊諾特·皮福雷的孫女—來自高錐客洞的美麗年輕女巫—伊奧蘭瑟·皮福雷（Iolanthe Peverell），於是波特一家就把伊諾特·皮福雷的隱形斗篷（死神的聖物）代代相傳。
哈利·波特的兩個祖先—拉爾斯頓·波特（Ralston Potter）和亨利·波特（Henry Potter）曾列席於巫審加瑪，拉爾斯頓是1612年-1652年的成員，並且是《保密法》的熱心支持者；亨利·波特，跟他最親近的人會稱呼他為「哈利」，他是哈德溫和伊奧蘭瑟的直系後裔，也就是哈利·波特的曾祖父。亨利從1913年-1921年於巫審加瑪中服務，並在公開譴責當時的魔法部部長阿切爾·埃弗蒙德（Archer Evermonde）禁止魔法界協助麻瓜發動第一次世界大戰時，引起了一場小爭議。
亨利·波特的兒子—弗利蒙·波特（Fleamont Potter），為了滿足其祖母（亨利的母親）繼承她姓氏的遺願，他以祖母的姓氏作為了自己的名字，當其他人嘲笑他的名字時，他因此在霍格華茲的決鬥中贏得了聲譽。弗利蒙透過創造神奇的速順滑髮劑（Sleekeazy's Hair Potion）使家族財富翻了兩番，並以巨額利潤於他退休時把其公司出售。年長的弗利蒙跟他的妻子尤菲米婭（Euphemia）在經已放棄了生孩子的希望時懷上他們的獨子—詹姆·波特（James Potter），後來弗利蒙與尤菲米婭活著見證詹姆·波特跟麻瓜出身的莉莉·伊凡結婚，詹姆與莉莉於婚後誕下他們自己的獨生子—哈利·波特，然而由於弗利蒙與尤菲米婭的高齡而死於龍痘，二人倆再也沒有機會跟他們那著名的孫兒見面。

## 迴響及評價

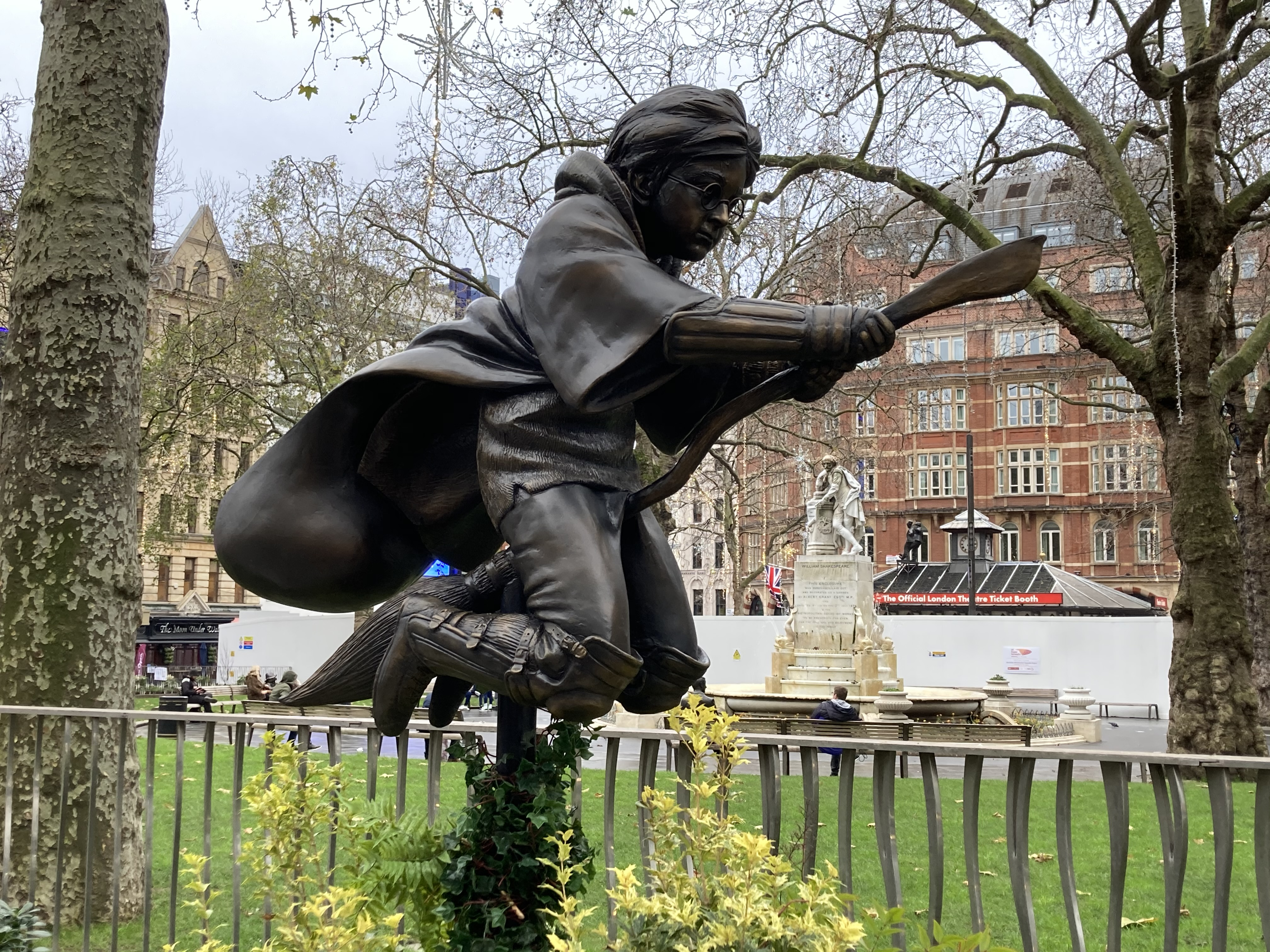
哈利·波特於光輪2000上的雕像，位於倫敦李斯特廣場。

2002年，哈利·波特於《圖書》雜誌評為「百大最佳虛構人物」中位列第85位，並在英國的《第4頻道》節目「我們又愛又恨的100個最糟糕的英國人」當中排名第35位。《娛樂週刊》於其2010年的《過去20年裡最偉大的100個角色》名單中，把哈利·波特排名第二，並說「在我們翻過小說的最後一頁並看過最後的片尾字幕很久之後，我們仍然覺得哈利就像我們認識的人。這就是他最神奇的地方」。《UGO網絡》把哈利列為他們有史以來最好的英雄之一，他們指「對於那些經常受壓抑和被踐踏的年輕男女粉絲來說，哈利成為了英雄，他們終於擁有了一個受到別人尊重和崇敬的偶像，不再是鄙視穿著長袍和揮舞著魔杖的傻子飼料。」飾演哈利·波特的丹尼爾·域卡夫獲《帝國雜誌》選為2008年「有史以來最偉大的百大電影角色」名單中排名第36位。《IGN》說哈利·波特是他們最喜歡《哈利波特》中的角色，並稱他為「富有同情心的人物」，並在回應他跟佛地魔的戰鬥時說「每個人都喜歡善與惡的弱者故事」。
另一方面，哈利·波特也受到批評。在《愛爾蘭時報》中，埃德·鮑爾（Ed Power）寫道：「相比之下，波特是一個救世主的小天使，從一開始就告訴他指他很特別。他還沒有獲勝的屬性...他被無休止地奉承著。因此，哈利是終極『特別的一個』—在他取得任何成就之前就被稱為成績超出預期水平的人。...對於波特，（羅琳）鼓勵未成年讀者認同一個與眾不同的年輕人，這僅僅只是因為作者堅持認為是這樣的。無論如何，你都是非凡的。這就是我想給我的孩子傳遞的觀點嗎？」作者蘭娜·馬歇爾（Lannah Marshall）也對這個角色作出批評，說：「我大多數時候聽到的關於哈利·波特的消息是，他是一個平淡無奇的角色。對此的辯護包括他是個『觀眾代理人』，或者我所說的『傀儡主角』。傀儡主角是一個平淡、有限人格的主角，讓觀眾能夠走進角色，發揮想像力來填補其餘部分。年輕人中第一人稱敘述的流行只是增加了傀儡主角的潮流；引入數百條乏味和健忘的線索融入到有趣和復雜的故事中，讓讀者感受到成為故事的一部分。就像我們要回到《自我歷險叢書》中第二人稱的恐怖。」
儘管一些基督教基要主義者反擊批評羅琳於該系列中使用巫術和魔法，然而其他基督教評論家，當中包括約翰·基林格（Rev. John Killinger）牧師在內，他們都認為波特是該系列中的基督人物。基林格於2002年評論說：「J·K·羅琳寫了21世紀的基督故事，她在全球內獲得瞭如此出色的追隨者，這真是太好了。」他注意到波特角色於《神秘的魔法石》及《消失的密室》中有幾個對耶穌的典故，羅琳本人後來也承認，福音故事啟發了哈利·波特的故事，尤其是他於《死神的聖物》中的終極犧牲，以及在徹底擊敗佛地魔之前的明顯死亡。
2006年，羅琳正在撰寫《哈利波特》的最後一部《哈利波特—死神的聖物》時，美國作家史蒂芬·金和約翰·艾文皆表示關注哈利·波特的最終命運，並請求羅琳不要「賜死」哈利。史蒂芬·金表示不希望哈利·波特也跟福爾摩斯一樣經歷「萊辛巴赫瀑布」事件（柯南·道爾安排角色福爾摩斯在萊辛巴赫瀑布死亡，卻引起眾多讀者的不滿，只好又讓福爾摩斯重新回歸）。羅琳則回應說：史蒂芬·金和艾文在其作品中安排角色死亡的次數比她的作品還要多。

## 演員
在2001年-2011年上映的八部《哈利波特》電影中，哈利·波特的角色一直由英國演員丹尼爾·域卡夫飾演。2000年，電影製片人大衛·海曼正在倫敦觀看一齣名為《在他口袋裡的石頭》的舞台劇，當時他要求域卡夫為哈利的角色進行試鏡。
在丹尼爾·域卡夫於2007年接受《MTV》的採訪時表示，哈利對他來說是個典型的成年禮角色：「這就是電影對我的意義—失去了純真，從一個對周遭世界敬畏的小孩開始，到一個在世界結束時變得更加頑強的人」。他還說，對他來說，影響哈利心理的重要因素是關於其已故父母的倖存者內疚感，以及他揮之不去的孤獨感。正因如此，域卡夫跟一位喪親輔導員交談以協助他為這個角色作準備。域卡夫被引用指他希望哈利於小說中死去，但他澄清說自己「無法想像任何可以得出結論的其他方式」。在讀過最後一本書後，哈利跟他的朋友們確實存活下來並有了孩子，域卡夫表示他對結局感到高興，並讚美羅琳故事的結尾。域卡夫表示，他被問得最多的問題是《哈利波特》如何影響了他自己的生活，他經常回答這個問題為「很好」，他並不覺得這個角色被歸類，反而視飾演哈利為一項巨大的特權。

## 流行文化
- 哈利波特套裝是2005年最暢銷萬聖節服裝的第五位。[40]
- 巫師搖滾是一項始於2002年的音樂運動，由至少 200個年輕音樂家組成的樂隊組成，演奏有關哈利波特的歌曲。[41][42]這場運動以樂隊哈利與波特氏始於麻省，他們以Cosplay的形式於現場表演期間扮演哈利。[43][44]
- 2009年4月，一群最終被稱為「星童製作（英语：StarKid Productions）」的密芝根大學學生演出的《哈利波特：音樂劇（英语：Harry Potter: The Musical）》，那是一部以該系列七部小說為主要元素，以及原創樂譜組成的兩幕音樂戲仿。他們於其YouTube頻道上發布了整部音樂劇，但於6月下旬把它刪除，以便從影片中編輯一些更成熟的元素；2009年7月5日，這部音樂劇被重新命名為《非常波特的音樂劇（英语：A Very Potter Musical）》，哈利·波特一角由達倫·克里斯飾演；其續集於2010年的《HPEF哈利波特無限極大會》上首映，並於美國東岸標準時間7月22日晚上8時於YouTube上發布。其續集被稱為《非常波特的音樂劇續集（英语：A Very Potter Sequel）》，當中講述食死人利用時光器回到哈利於霍格華茲的第一年。[45]
- 哈利·波特於美國作家米高·格伯（英语：Michael Gerber (parodist)）的《巴里·特羅特（英语：Parodies of Harry Potter）》系列中被惡搞，而巴里·特羅特以同名的反英雄的分出現。在他的主頁上，格伯把特羅特描述為一個令人不快的角色，「他喝多了，吃得像豬，睡到中午，還欠大家的錢」[46]；作者表示「因為我真的很喜歡羅琳的小說...我覺得有義務嘗試寫一部配得上原著的惡搞。」[47]